# Sanvincentia tarsalis
Sanvincentia tarsalis – gatunek kosarza z podrzędu Laniatores i rodziny Manaosbiidae. Jedyny znany przedstawiciel monotypowego rodzaju Sanvincentia.

## Występowanie
Gatunek wykazany z Sant Vicent w archipelagu Wysp Dziewiczych.